# Pont de Pedra (Riga)
El Pont de Pedra  (en letó:  Akmens tilts) és una estructura que es localitza a Riga capital de Letònia, es tracta d'un pont que creua el riu Daugava. Va ser construït durant els anys 1955 i 1957.
El projecte del pont va ser elaborat a Moscou i dissenyat per l'enginyer G. Popov, a la seva inauguració el 21 de juliol de 1957 va rebre el nom de Pont d'Octubre, ha estat tornat a anomenar com a Pont de Pedra el 1992.

## Galeria

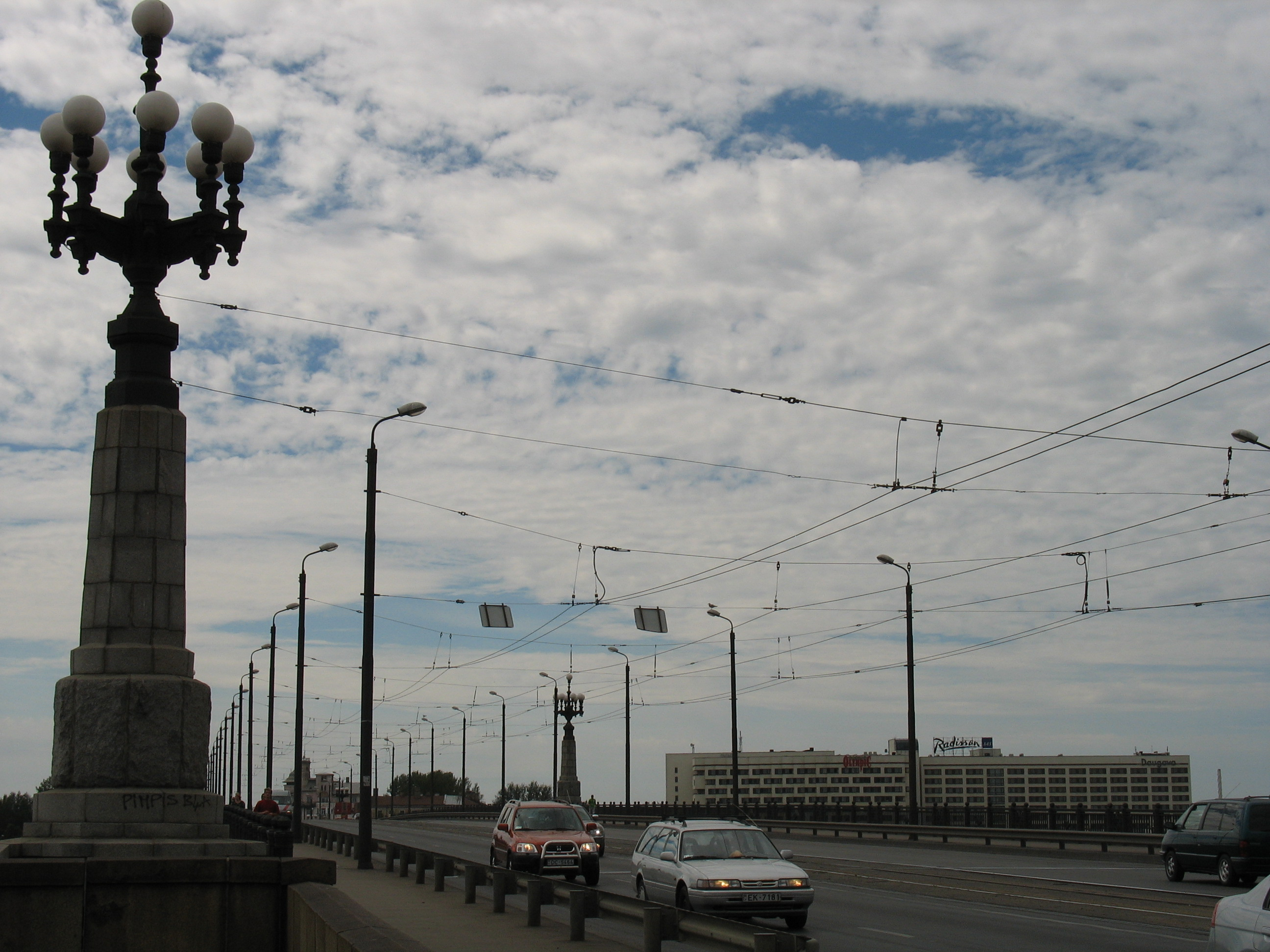
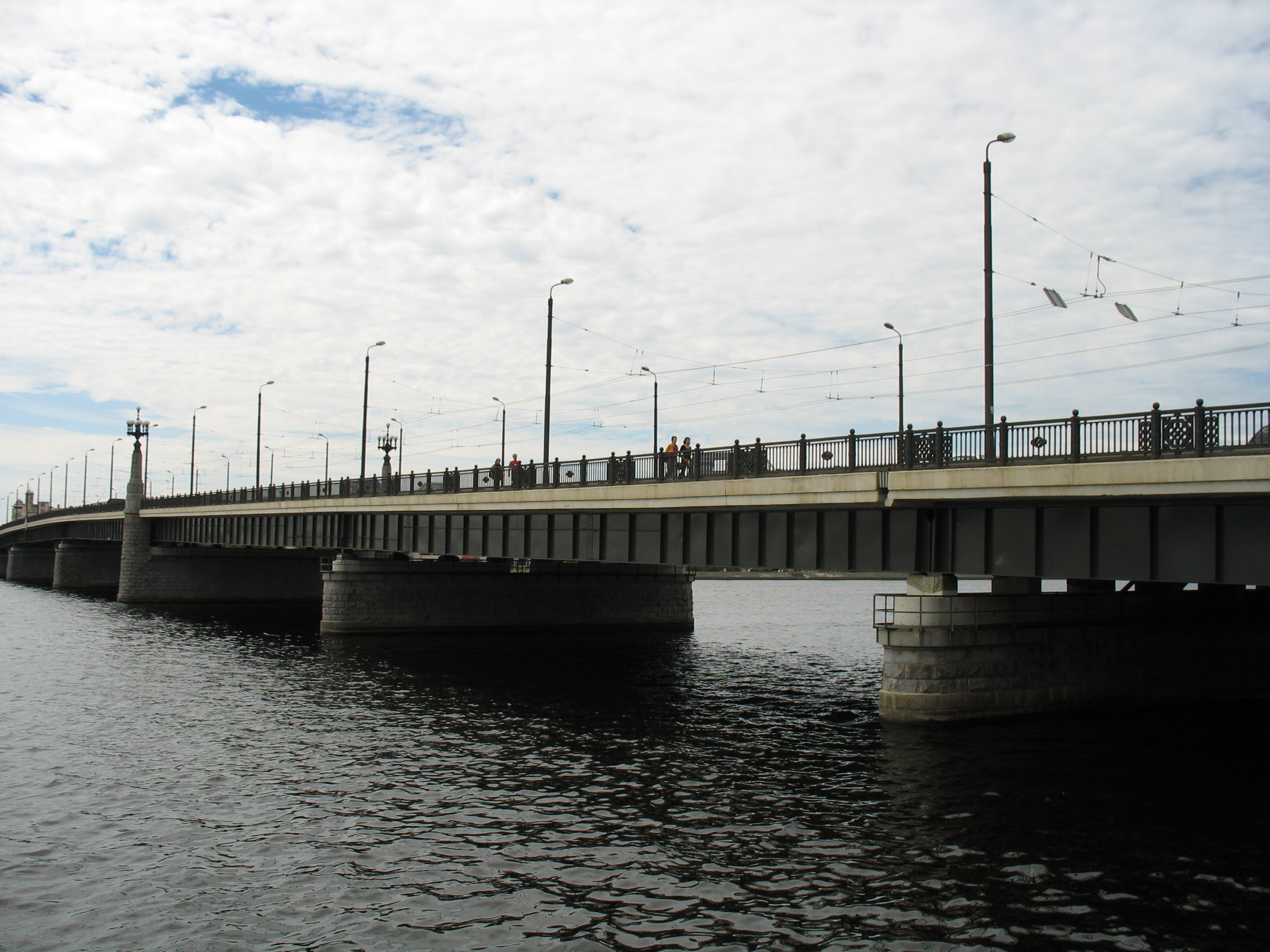
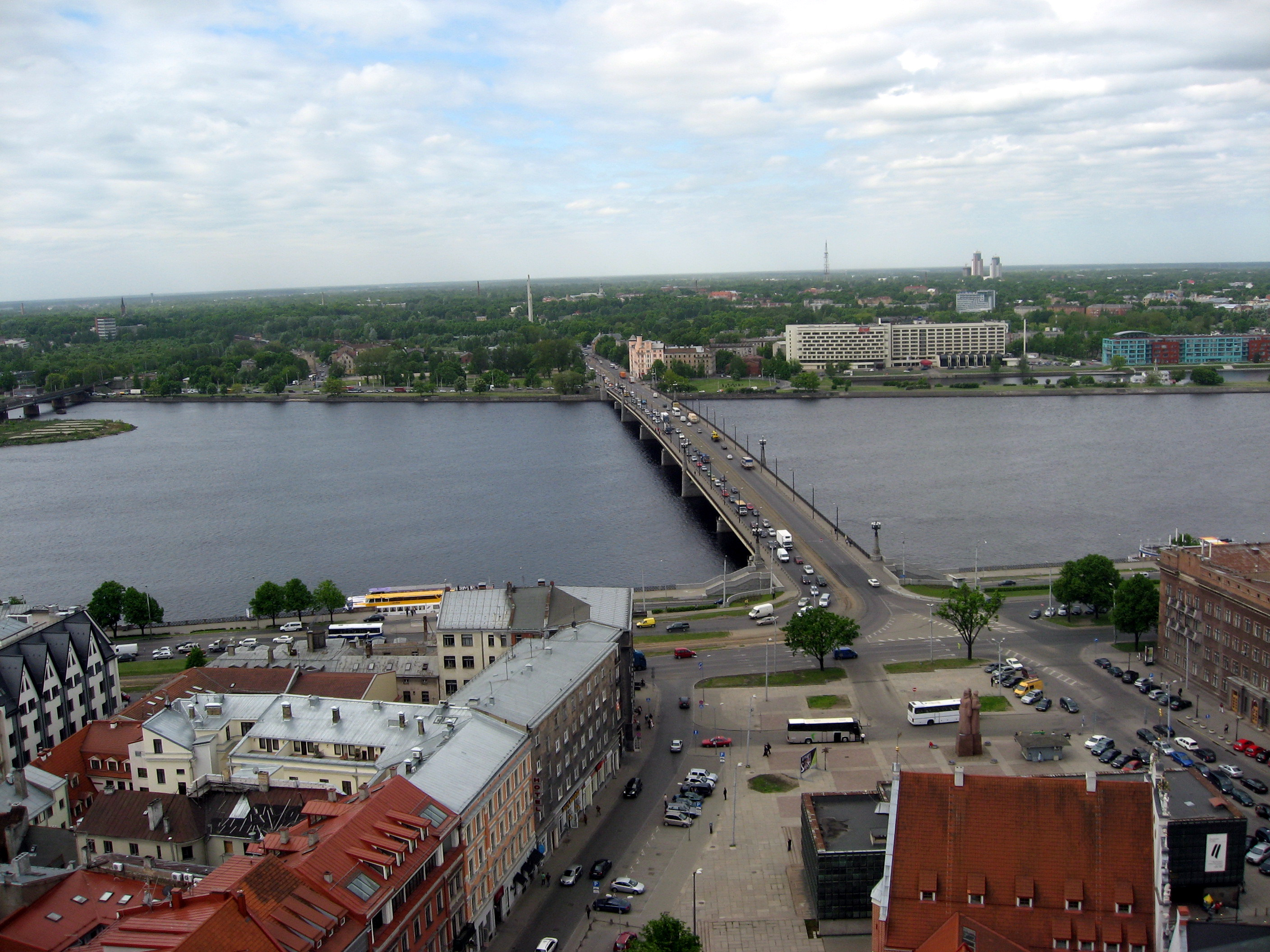
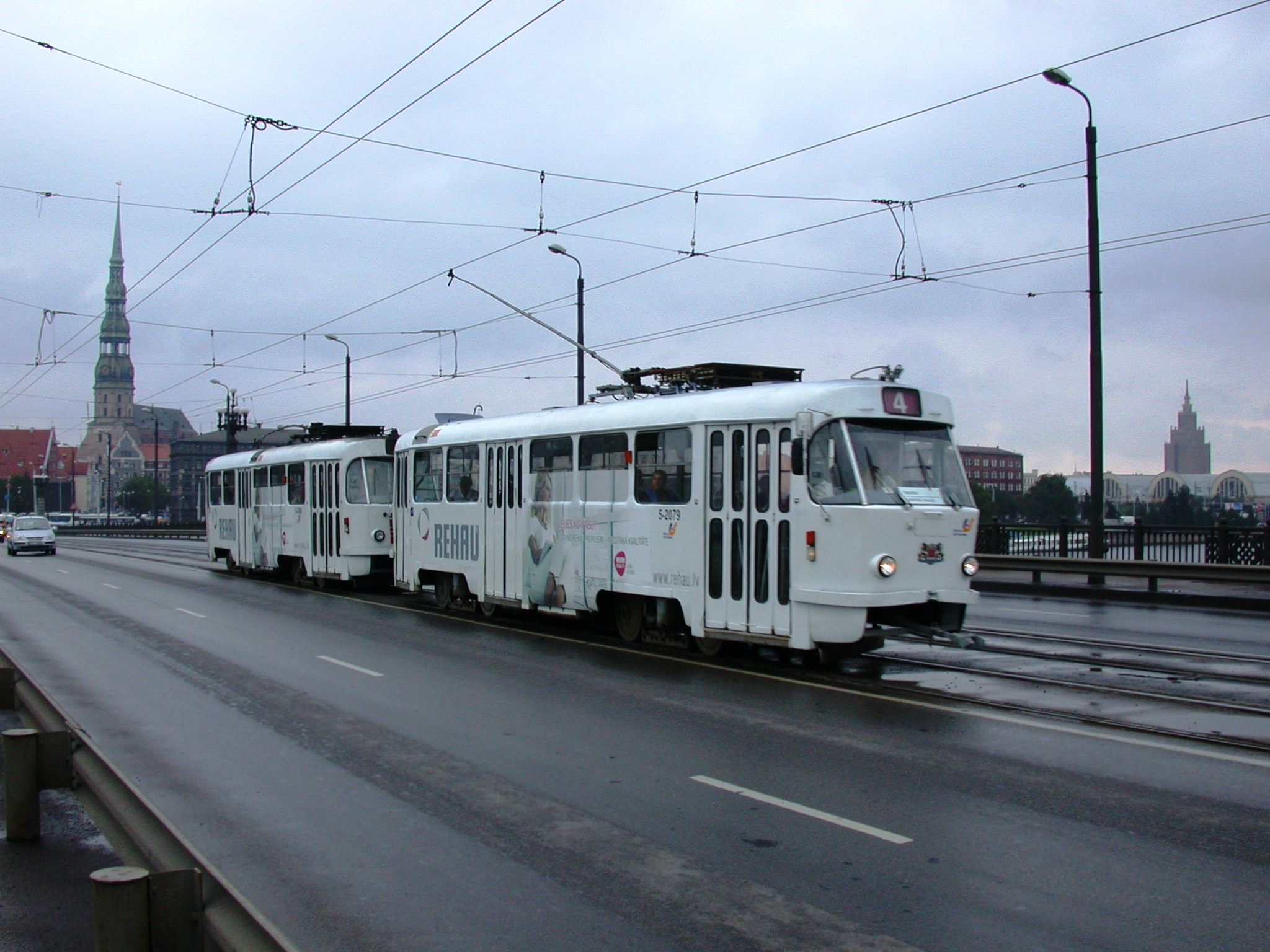

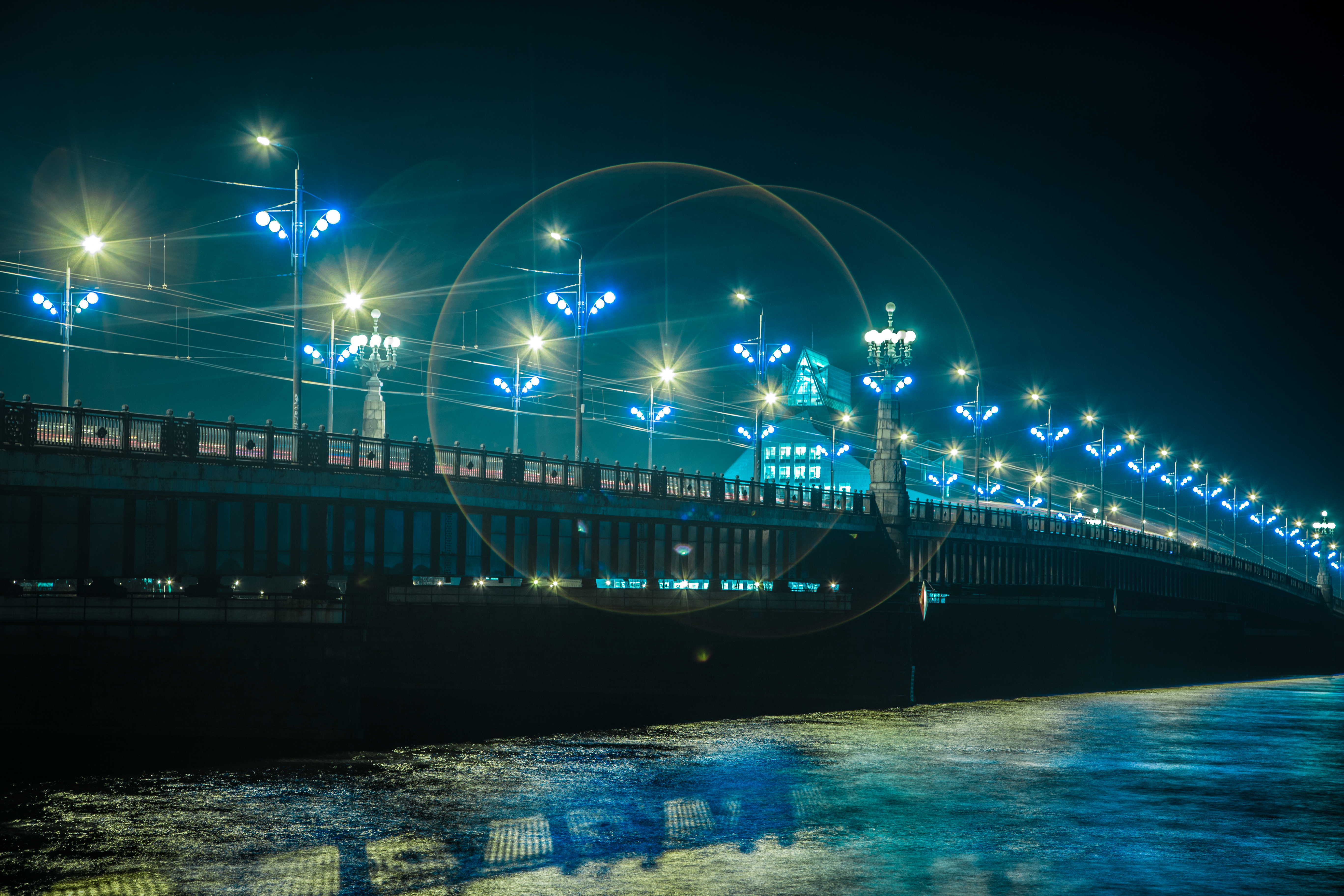
Pont de Pedra